# Listy o emigracji
Listy o emigracji – cykl artykułów Cypriana Kamila Norwida na temat emigracji z lat 1846–1848 napisany w drugiej połowie 1849.

## O utworze
Listy o emigracji zostały napisane w interesie drugiej fali emigracji polskiej, która pojawiła się po wydarzeniach z lat 1846–1848. Jej uczestnicy, którzy trafili głównie do Francji, znaleźli się  w bardzo trudnej sytuacji finansowej, nie mogąc znaleźć pracy, żyjąc ze skromnych i nieregularnych składek starej emigracji. Norwid wstawiał się za nimi już w sierpniu 1849 w liście do Jana Koźmiana, któremu ofiarował rękopis Zwolona, przeznaczając cały, ewentualny dochód z jego sprzedaży na potrzeby młodych emigrantów. Pod koniec września podjął ten sam temat w liście publicznym do redaktora poznańskiego Dziennika Polskiego, Karola Libelta. List ten ukazał się w Dzienniku 4 października i spotkał się z odpowiedzią Redakcji w dniu następnym. Odpowiedź Libelta sprowokowała Norwida do napisania kolejnego listu (podzielonego przez redakcję na dwa), który ukazał się jako list II i III – 4 i 6 listopada. Wypowiedź Norwida skłoniła Libelta do ogłoszenie własnego komentarza w numerze z 9 listopada. Kolejny list Norwid napisał nie czekając na odpowiedź redakcji. Został on opublikowany 19 listopada. Nie doczekał się już odpowiedzi redakcyjnej, choć jak donosił poecie jeden z jego wielkopolskich korespondentów, być może Seweryn Mielżyński, wszystkie jego listy stały się powodem rozlicznych uwag i gospodarskich rozbiorów, a niektórzy czytelnicy uważali pewne ich ustępy za ślinę w oczy.

## Treść

### List I
Na wstępie Norwid chwali Dziennik, że drukuje nie tylko to, co obchodzi publiczność, ale i to, co winno ją obchodzić. Skupia się na dniu dzisiejszym podczas, gdy wiele dzienników ma jak bóg Janus tylko dwa oblicza, jedno obrócone w przyszłość o twarzy proroczej, drugie w przeszłość o pokutniczej lub jałowo-archeologicznej. Tematem swego listu chce Norwid uczynić nędzę i brak uznania dla młodej polskiej emigracji, dla której gościnność wyczerpała się nim ta zdążyła nauczyć się obcego języka i znaleźć pracę. Spotyka ją naganna obojętność, która popycha jej członków do samobójstw i nie pozwala na podjęcie innych inicjatyw. Jeśli opinia narodowa nie potępia przyczyn tej emigracji, to dlaczego nie podejmuje prób przywrócenia jej członków krajowi przez ich osobistą użyteczność? Czemu nie istnieje zorganizowana składka na nich w miejsce doraźnej i nieskutecznej, indywidualnej? Czemu nie przedstawiono tej kwestii opinii publicznej, aby się nikt nie mógł wymówić nieświadomością? Czemu ludzie posiadający nie czują potrzeby ustabilizowania sytuacji tych emigrantów? Czemuż dzienniki ociągają się z wpływaniem w tej kwestii na opinię publiczną? Jeśli opinia nie potępia powodów emigracji, musi przyjąć również jej skutki, a jeśli potępia, niech to zostanie wypowiedziane. Autor ma nadzieję, że jest głosem tych, którzy ze źle pojętej czułości, z braku odwagi lub nawyku niejawności dotąd milczą i że sprawa po męsku podjęta, stanie się publiczną. Kończy przypowieściąː pewien człowiek umarł, a jego krewne z płaczem szukały wskrzesiciela. Mądry sąsiad doradził im, aby każdy członek jego ciała czynił swoją powinność, a tak zmartwychwstanie. Jakoż począł się ruch w każdym członku, ale był to ruch rozkładu.

### List II

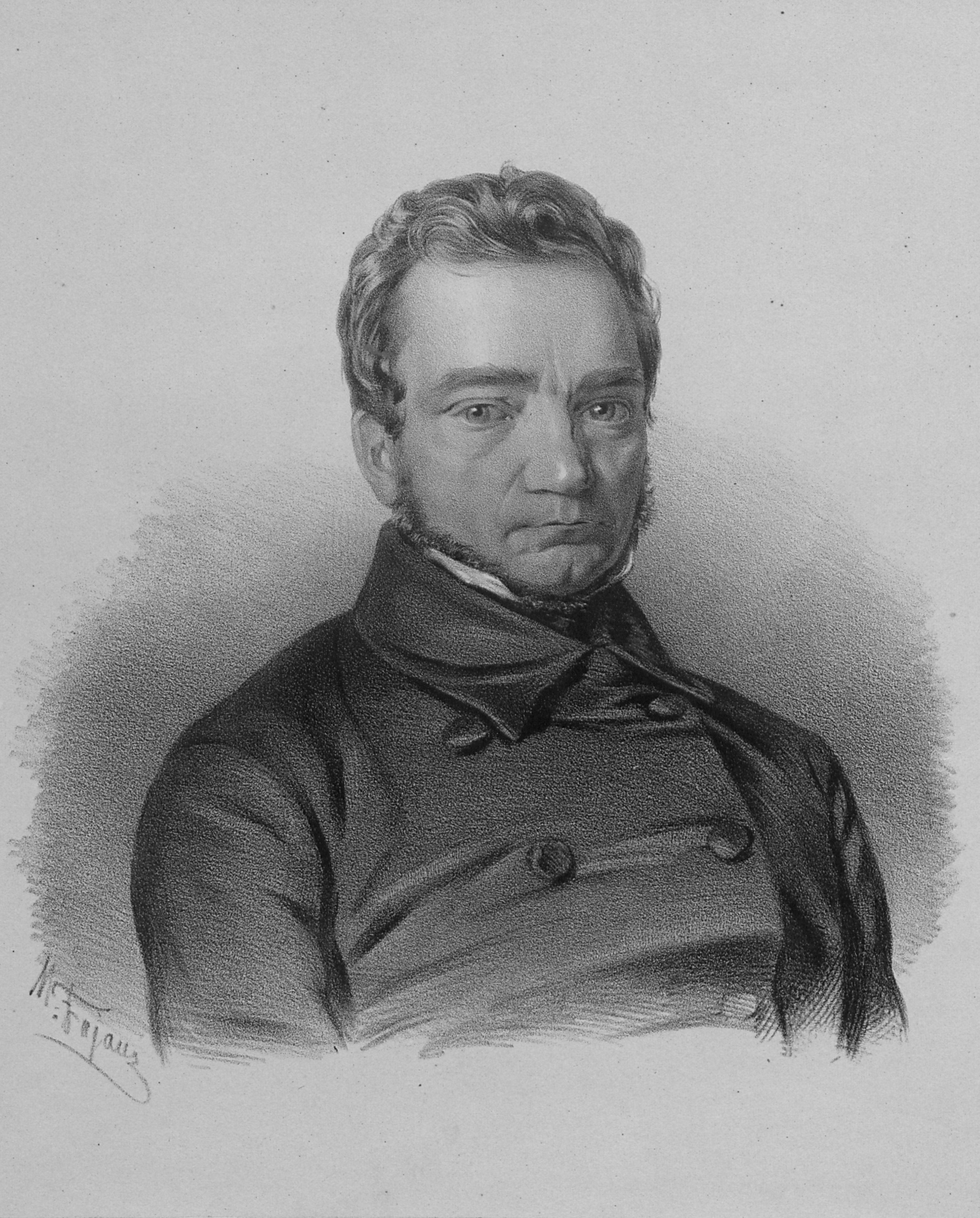
Karol Libelt – polemista i wydawca Listów

W drugim liście Norwid sprzeciwił się Libeltowemu zasłanianiu się krzyżem w zwykłych codziennych sytuacjach. Uznał to za nadużywanie imienia Bożego do czczych rzeczy, które we Francji doprowadziło do tego, że zamiast być nazwanym przez lud nadużyciem, popchnęło go ku ateizmowi, który zawsze pochodzi z nadużywania rzeczy świętych. Norwid nie sprzeciwia się proroctwom, bo wie, że się ich nie słucha. Uznaje więc, że naród polski wypełnia podobieństwo Męki Pańskiej, ale uważa, że gdyby Józef z Arymatei wylewał łzy pod krzyżem, a Maria Magdalena zamiast niego chodziła do Piłata, by wykupić ciało Jezusa, byłoby to nie tak jak było. Ręka, która przyciska Polskę, nigdy nie zdoła jej w pełni zakryć. Zawsze się między palcami przebije blask słońca.

### List III
Emigracja będzie zawsze istnieć w dziejach i zawsze będzie niewczesnaː wyrwana z właściwego jej miejsca, rzucona w czas abstrakcyjny. Jedyną przeciwwagą dla umysłów wychodźców może być praca, prawda, jawność. Te zapewnić może jedynie wszechstronna opinia publiczna, na którą w kraju, w warunkach zaborów, liczyć nie można. Gdyby też kto majętny udał się na wygnanie i chciał swym majątkiem narodowi usłużyć, to nie ma gdzie ucha przyłożyć, by narodu głos usłyszeć. Tylko opinia publiczna jest bowiem w stanie pokierować ekonomią poświęcenia, jako obejmująca całość. Mało który naród w ciągu ostatniego pół wieku podjął tak wiele niewczesnych poświęceń. Mało natomiast zrobiono, aby niewczesne poruszenia nie pochłaniały tylu młodych umysłów, krwi, łez i pieniędzy. Trzeba się obrócić ku drobnym dzisiejszym pytaniom, cierpieć, to znaczy w znanym kierunku ze świadomością rzeczy walczyć. Dlatego nie zgadza się Norwid ze stanowiskiem Libelta że trzeba cierpienia, aby się wypełniły przeznaczenia. Chorobliwym patriotyzmem byłoby mieszanie tych rzeczy, o których tylko Bóg wie, do spraw codziennych. One mogą się tylko łączyć z czynieniem dobrego, o które jest tak trudno, bo chodzi o to, by dobrych nie pokaleczyć, gdy w codzienności o dobro się zabiega. Krytyczna filozofia niemiecka ułożywszy logiczny ciąg dziejów orzekłaː Tak musiało być koniecznie i tak się koniecznie jakoś stało. Niewłaściwy mistycyzm narodowy dochodzi do tych samych rezultatów. Nie idzie o to, aby pokoju używać, ale aby go czynić. Czyni się zaś nie przeciw słowu, ale przeciw dysharmonii pomiędzy słowem a czynem. Bo słowo które nic nie czyni, a czyn, który nic nie mówi – równa czczość. Cierpieć aby cierpieć jest rzeczą gorszą niż z pobudliwości popaść w zniecierpliwienie.

### List IV
Na początku listu Norwid zarzeka się, że nie pisze w tych listach o określonej emigracji, ale o emigracji jako o procesie, który w nienormalnych warunkach egzystowania społeczeństwa, pozwala mu swobodniej oddychać. Taka emigracja w ogólności powinna być przeciwna samemu zjawisku emigracji, dążąc do zamknięcia rany w ciele społeczeństwa. Z tego wynika, że emigracja, odcięta od tego co czasowe dąży bardziej ku temu co trzeba uczynić, naród zaś, zanurzony w konkret, do tego co można. Przedwieczny jest w historii przez człowieka, w pojedynczym zaś człowieku sam przez siebie. Związanie tego, co trzeba, tym co można, wieczności – warunkami czasu, wydaje się hasłem do buntu, a jest tęczą pokoju. Jeśli bowiem uznamy, że Bóg w historii działa tak jak w człowieku – przez siebie, popadniemy albo w bezwładność pokory, albo w czczość pychy. I to są obecne wypadki. Stąd bierze się ich niewczesność. Bóg w historii działa przez człowieka. Jeśli się tego nie przyjmie będzie albo strach albo duma, płacz, bunt i  wreszcie niewola. Pokora w człowieku polega na podnoszeniu duszy ku Bogu. Pokora w historii – na zniżaniu się w dzieje, ku temu co możliwe.